# Fetter Erik
Fetter Erik (Budapest, 2000. április 5. –) magyar országútikerékpár-versenyző, a 2025-ös szezonban a Team United Shipping kerékpárosa.

## Pályafutása

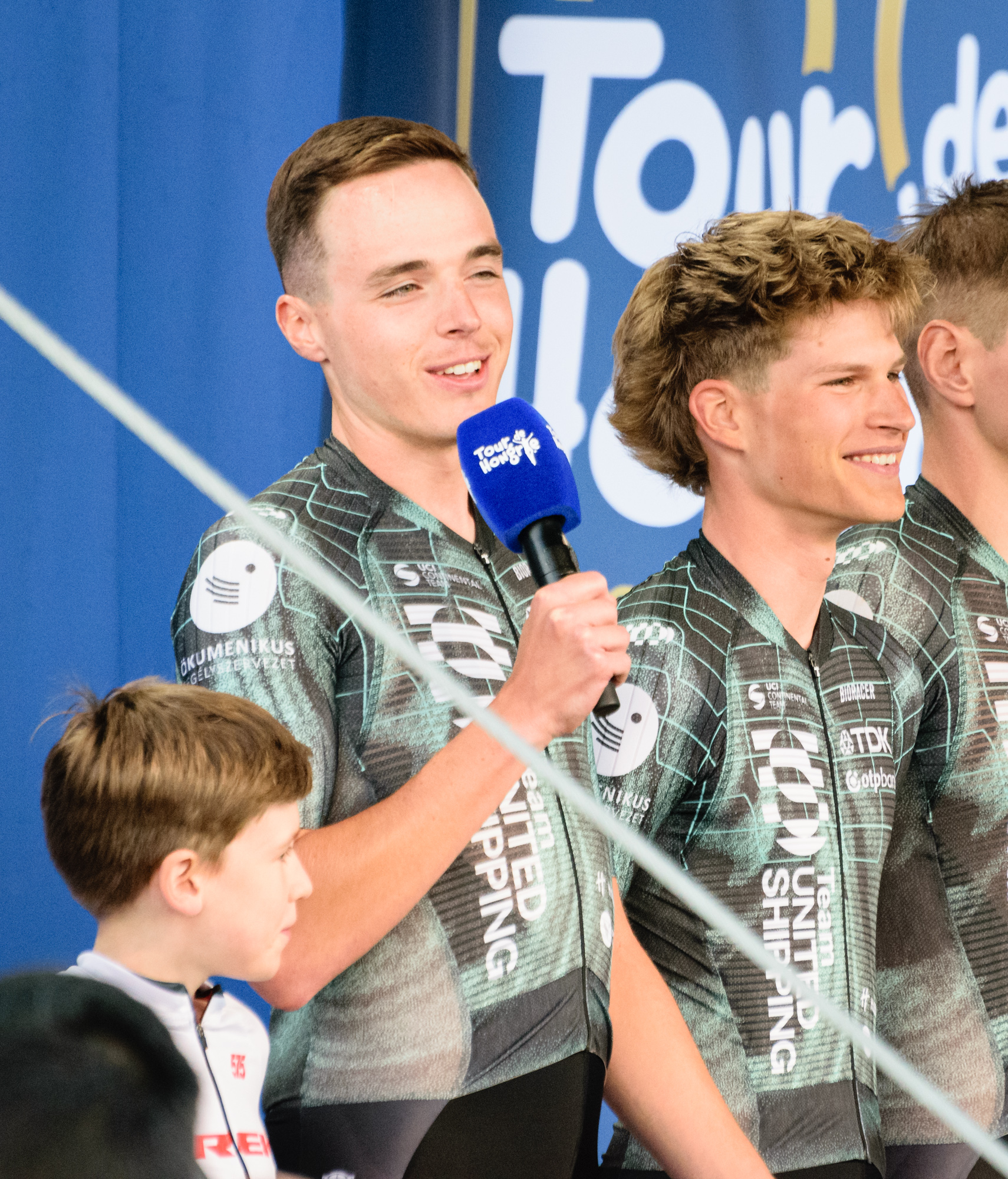
Fetter Erik a 2025-ös Tour de Hongrie csapatbemutatóján, a Team United Shipping színeiben

2019-ben a Pannon Cycling Team versenyzője volt. Először ebben az évben indult a Tour de Hongrie-n, melyen legjobb eredményét, a 17. helyet ekkor érte el. 2020-tól 2024-ig a Team Polti Kometa csapatában versenyzett, ez alatt kétszer indult a Giro d’Italián. Első profi győzelmét 2021-ben szerezte, amikor 4. lett az U23-as Európa-bajnokságon, és időfutam magyar bajnoki címet nyert.
2024 végén a Team United Shippinghez szerződött.

## Eredményei

### Országút
2021
Országos Bajnokság
1.  időfutam
4. Országút, UEC European Under-23 Championships
2022
Országos Bajnokság
1.  időfutam
4. Országút, UEC European Under-23 Championships
2023
Országos Bajnokság
3.  országút
3.  időfutam
2024
Országos Bajnokság
2. országút